# Salyut 3
A Salyut 3 foi lançada em 25 de Junho de 1974. Ela era outra integrante do programa militar Almaz de estações espaciais, esta lançada com sucesso, incluído no programa Salyut para disfarçar seu verdadeiro propósito.
Ela atingiu uma altitude entre 219 e 270 km on no lançamento e a altitude orbital final foi entre 268 e 272 km. Salyut 3 tinha uma massa total de cerca de 18 a 19 toneladas. Ela possuía dois painéis solares montados lateralmente no centro da estação e um módulo desmontável para o retorno de informações e materiais. Apenas um dos três grupos conseguiu tripular a estação com sucessos, trazido pela Soyuz 14; A Soyuz 15 tentou trazer um segundo grupo mas falhou na aterrissagem. Apesar de tudo, A Salyut 3 foi um sucesso.
Ela testou uma grande variedade de sensores de reconhecimento; em 23 de Setembro de 1974, o módulo descartável da estação foi liberado e reentrou na superfície terrestre, tendo sido recuperado pelo soviéticos. Em 24 de Janeiro de 1975 foram conduzidos testes com o canhão 23 mm Nudelmann de aviões (outras fontes afirmam ser a metralhadora Nudelmann NR-30 30 mm) com resultados positivos em faixas entre 3000 m e 500 m. Os cosmonautas confirmaram que um satélite alvo no teste. No dia seguinte, a estação foi ordenada para sair de órbita.

## Especificações
- Comprimento - 14.55 m
- Diâmetro Máximo - 4.15 m
- Volume Habitável - 90 m³
- Peso no Lançamento - 18 900 kg
- Veículo de Lançamento - Proton (três-estágios)
- Número de painéis solares - 2
- Carregadores de reabastecimento - Soyuz Ferry
- Número de portos de aterrissagem - 1
- Total de missões tripuladas - 2
- Total de missões tripuladas de longa-duração - 1
- Número de motores principais - 2
- Propulsão do motor principal (cada) - 400 kg

## Naves Espaciais visitantes e grupos
- Soyuz 14 - 3 de Julho - 19 de Julho de 1974
  - Yuri Artyukhin
  - Pavel Popovich

- Soyuz 15 - 26 de Agosto - 28 de Agosto de 1974 - Falha na aterrissagem
  - Lev Demin
  - Gennadi Sarafanov

### Expedições na Salyut 3
| Expedição | Grupo                          | Data de Lançamento              | Vôo de Subida | data de Aterrissagem             | Vôo de Descida | Dias de duração |
| --------- | ------------------------------ | ------------------------------- | ------------- | -------------------------------- | -------------- | --------------- |
| Soyuz 14  | Yuri Artyukhin, Pavel Popovich | 3 de Julho de 1974 18:51:08 UTC | Soyuz 14      | 19 de Julho de 1974 12:21:36 UTC | Soyuz 14       | 15.73           |